# Kollanowitz
Kollanowitz, polnisch Kolanowice (1936–1945: Kniedorf) ist ein Dorf im polnischen Powiat Opolski der Woiwodschaft Oppeln. Das Dorf gehört zur zweisprachigen Gemeinde Lugnian (polnisch Łubniany).

## Geographie

### Geographische Lage

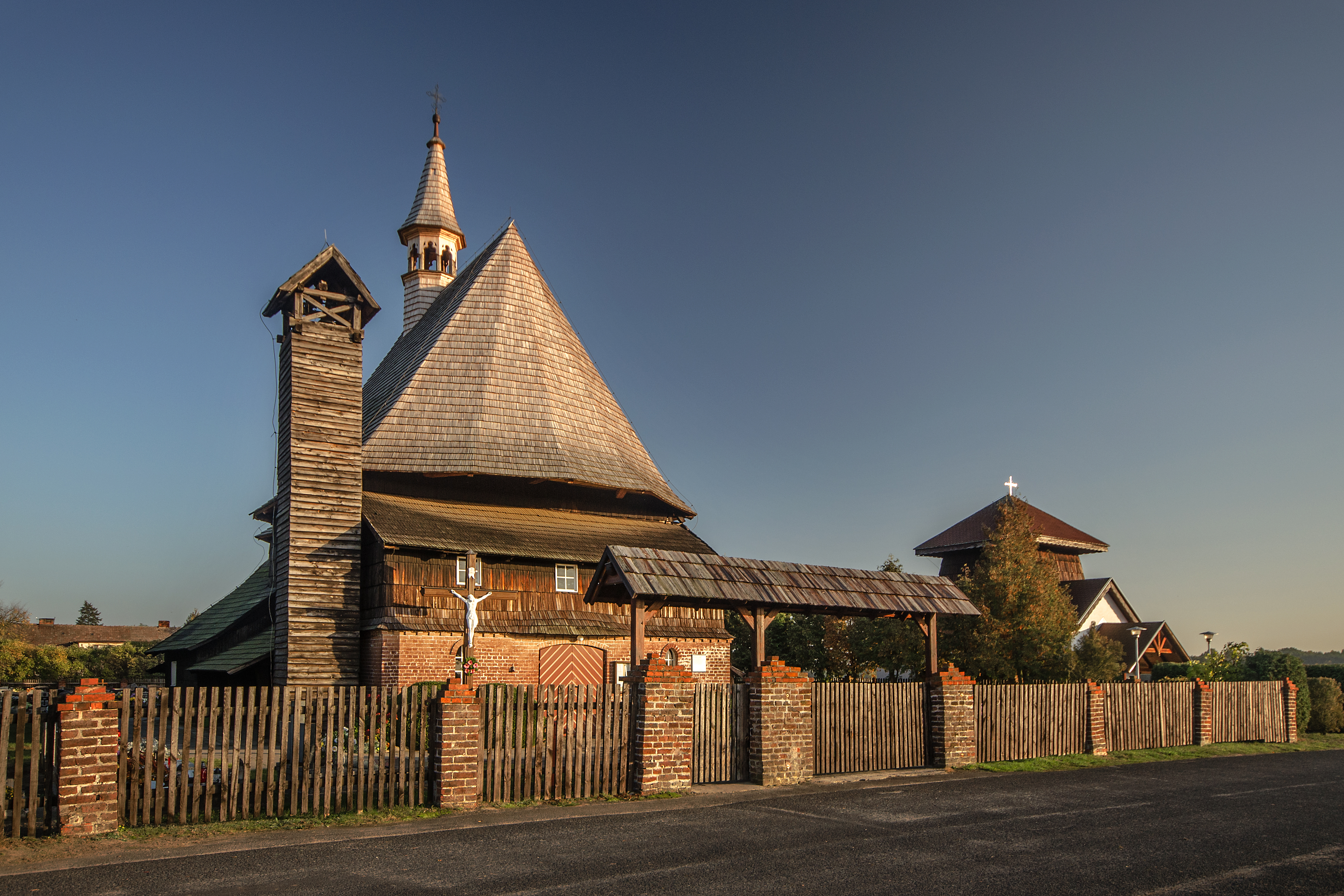
St.-Barbara-Kirche

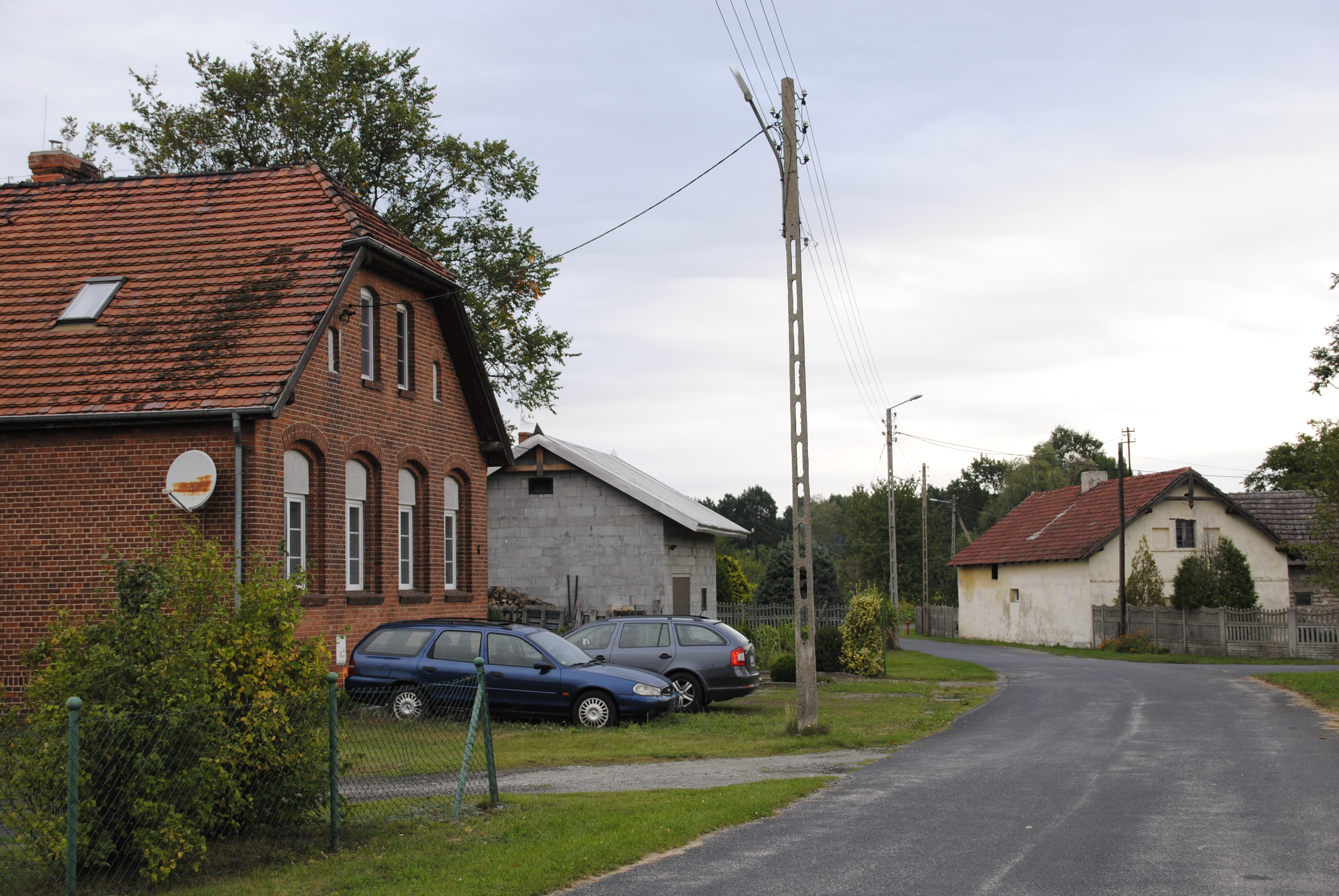
Dorfpartie an der ul. Szkolna

Kollanowitz liegt in der historischen Region Oberschlesien. Das Dorf liegt etwa fünf Kilometer südlich vom Gemeindesitz Lugnian und etwa zehn Kilometer nordöstlich der Kreisstadt und Woiwodschaftshauptstadt Opole (Oppeln). 
Kollanowitz liegt beidseitig der Mała Panew (dt. Malapane), einem rechten Zufluss der Oder. Der nördliche Teil der Ortschaft liegt auf einer Insel. Östlich des Ortes verläuft die Landstraße Droga krajowa 45.

### Nachbarorte
Nachbarorte von Kollanowitz sind im Norden Massow (poln. Masów), im Osten Wengern (poln. Węgry), im Süden Sowade (poln. Zawada ), im Südwesten Luboschütz (poln. Luboszyce) und im Westen Biadacz begrenzt.

## Geschichte
Kollanowitz wurde wahrscheinlich bereits 1251 als villa Colini erwähnt. Die erste Erwähnung des heutigen Namens stammt aus dem Jahr 1375, Kolonowicz. 
Nach dem Ersten Schlesischen Krieg 1742 fiel Kollanowitz mit dem größten Teil Schlesiens an Preußen. 1784 werden im Dorf eine Schule und eine Mühle erwähnt. 
1811 wurde die Schrotholzkirche zur heiligen Barbara aus Oppeln nach Kollanowitz gebracht und 1812 im Süden am Friedhof aufgebaut. Nach der Neuorganisation der Provinz Schlesien gehörte die Landgemeinde Kollanowitz ab 1816 zum Landkreis Oppeln im Regierungsbezirk Oppeln. 1845 bestanden im Dorf eine katholische Kirche, eine katholische Schule, eine Schmiede, eine Bleiche, eine Leinweberei und 46 Häuser. Im gleichen Jahr lebten in Kollanowitz 269 Menschen, davon vier evangelisch und fünf jüdisch. 1861 zählte Kollanowitz 269 Einwohner. 1874 wurde der Amtsbezirk Königshuld gegründet, welcher aus den Landgemeinden Königshuld, Kollanowitz und Wengern bestand. 1890 lebten 327 Menschen im Ort.
Während der Volksabstimmung in Oberschlesien 1921 stimmten 208 Menschen für die Eingliederung nach Polen sowie 84 für einen Verbleib im Deutschen Reich. 1933 lebten in Kollanowitz 1784 Menschen. Am 19. Mai 1936 wurde der Ortsname in Kniedorf geändert. 1939 zählte Kniedorf 1909 Einwohner. Bis 1945 verblieb das Dorf beim Landkreis Oppeln im Amtsbezirk Königshuld.
1945 kam der bisher deutsche Ort Kniedorf unter polnische Verwaltung und wurde in Kolanowice umbenannt und der Woiwodschaft Schlesien angeschlossen. 1950 kam der Ort zur Woiwodschaft Oppeln. 1999 kam der Ort zum wiedergegründeten Powiat Opolski. Am 30. April 2010 erhielt das Dorf zusätzlich den amtlichen deutschen Ortsnamen Kollanowitz. Heute leben im Dorf etwa 511 Menschen (Stand 2014).

## Sehenswürdigkeiten
- Die römisch-katholische St.-Barbara-Kirche wurde 1678 erbaut. Die Schrotholzkirche stand einst in Oppeln am damaligen Beuthener Tor, dem heutigen Plac Wolności. Im Zuge der Säkularisation von 1811 wurde das Gotteshaus zerlegt und von der Landgemeinde Kollanowitz erworben. 1812 wurde der Bau in Kollanowitz wieder aufgebaut. Die Kirche gehört heute zum Holzarchitekturweg im Oppelner Land. Die Kirche steht seit 1964 unter Denkmalschutz.[7]
- Die Kirche ist umgeben vom örtlichen Friedhof. Hier haben sich bis heute zahlreiche Gräber aus deutscher Zeit erhalten.
- Wegekapelle an der ul. Szkolna
- Wegekreuz am südlichen Dorfeingang
- Wegekreuz von 1931 an der ul. Powstańców Śląskich